# Bolesław Piasecki

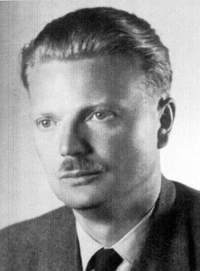
Bolesław Piasecki

Bolesław Bogdan Piasecki (Łódź, Polonia, 18 de febrero de 1915 - Varsovia, Polonia, 1 de enero de 1979) fue un escritor y político polaco.
En la Polonia de entreguerras fue uno de los políticos nacionalistas más prominentes, desempeñando un papel importante en el liderazgo de Obóz Narodowo-Radykalny. En 1934 fue internado en Bereza Kartuska, siendo liberado poco después para convertirse en el líder de la facción ilegal de extrema derecha ONR-Falanga. Esta organización abogaba por el "totalitarismo católico" y es considerada por muchos como un movimiento fascista.
Durante la Segunda Guerra Mundial luchó en el Estado secreto polaco, liderando la agrupación Konfederacja Narodu, posteriormente fusionada con la Armia Krajowa en 1943 y participando en los combates aledaños a Vilna. Posteriormente, fue detenido por el NKVD soviético, y en una drástica conversión de su postura anterior comenzó a cooperar con el gobierno comunista en Polonia.
Después de la guerra cofundó y dirigió un movimiento social progresista de laicos católicos, agrupado alrededor de la publicación semanal "Dziś i Jutro". En 1947 creó la Asociación PAX y fue el presidente de su órgano rector hasta su muerte. Después de 1956, la importancia de PAX disminuyó, aunque permaneció como una organización prominente hasta 1989 y sus sucesores aún persisten a día de hoy.
En años posteriores, Piasecki fue miembro del Sejm polaco desde 1965, donde presidió el grupo de miembros asociados a PAX. Entre 1971 hasta su muerte fue miembro del Consejo de Estado polaco. Falleció en la capital polaca el 1 de enero de 1979 a la edad de sesenta y cuatro años.